# Jerada (Gemeinde)
Jerada (arabisch جرادة; Zentralatlas-Tamazight ⵊⵔⴰⴷⴰ) ist die etwa 40.000 Einwohner zählende Hauptstadt der gleichnamigen Provinz in der Region Oriental im Nordosten Marokkos.

## Lage und Klima
Jerada liegt in einer halbwüstenartigen Umgebung ca. 63 km (Fahrtstrecke) südwestlich von Oujda in einer Höhe von ca. 1065 m. Aufgrund der Höhenlage herrscht in Jerada ein vergleichsweise gemäßigtes, trockenes und halbwüstenartiges Klima; die durchschnittlichen jährlichen Niederschlagsmengen liegen bei ca. 340 mm und fallen überwiegend im Winter.

## Bevölkerung
| Jahr      | 1994   | 2004   | 2014   | 2024   |
| Einwohner | 59.367 | 43.916 | 43.506 | 41.014 |

Das seit der Gründung der Stadt anhaltende Wachstum der Bevölkerung ist nach der Schließung einer hier ansässigen Kohlemine gegen Ende des 20. Jahrhunderts zum Stillstand gekommen.

## Wirtschaft
Bis zum Jahr 1998 wurde in einer Mine in der Nähe von Jerada Kohle gefördert; bis zum Jahr 2018 schürften Arbeiter in selbstgebauten Schächten und in Eigenregie weiter, bis es zu Unfällen mit Todesopfern kam. Heute ist die Stadt geprägt von Kleinhandel, Handwerk und Dienstleistungsbetrieben aller Art. Das örtliche Kohlekraftwerk verbrennt billigere schwarzafrikanische Importkohle. In der Umgebung der Stadt soll ein Solarpark entstehen.

## Geschichte
Jerada war vor Beginn der Kolonialzeit ein kleiner Berberort. Nach der Entdeckung von Kohlevorkommen wurden Arbeiter aus allen Teilen des Landes herbeigerufen. Als offizielles Gründungsdatum der Stadt gilt das Jahr 1927. Im Jahr 1948 kam es zu religiös motivierten Pogromen gegen die jüdische Minderheit (Pogrome von Oujda und Jerada).
In den Jahren nach der Stilllegung der Kohlemine kam es immer wieder zu Protesten der Arbeiter und der Bevölkerung, die zunächst von offizieller Seite lediglich beobachtet, letztlich aber doch verboten wurden.

## Stadtbild
Das Stadtbild variiert zwischen modernen und slumartigen Vierteln; es verfügt über mehrere Moscheen. Markant ist der etwa 50 m hohe Abraumberg.